# Złoto Renu
Złoto Renu (niem. Das Rheingold) – wstęp do dramatu muzycznego Pierścień Nibelunga, w jednym akcie i czterech scenach. Libretto i muzykę napisał Richard Wagner.

## Osoby
- Wotan, władca bogów i ludzi – bas lub baryton
- Woglinda, córka Renu – sopran
- Wellgunda, córka Renu – sopran
- Flosshilda, córka Renu – mezzosopran
- Alberyk, karzeł z rodu Nibelungów – baryton
- Mime, brat Alberyka – tenor
- Loge, bóg ognia – tenor
- Freja, bogini miłości i młodości – sopran
- Erda, bogini ziemi – alt
- Fafner, olbrzym – bas
- Fasolt, olbrzym – bas lub baryton
- Fryka, żona Wotana – mezzosopran
- Donner, bóg piorunów – bas
- Froh, bóg deszczu – tenor

## Treść
Akcja rozgrywa się dawno temu w Germanii. 

### Scena 1
W świętej rzece Ren kąpią się trzy jego córki – strażniczki złota, ukrytego w głębinach. Jedna z nich, Woglinda, śpiewa o złocie, którego strzegą. Kto wykuje z tego złota pierścień i wyrzeknie się miłości – zdobędzie władzę nad światem. Rozmowę przerywa pojawienie się karła, Nibelunga Alberyka, chętnego „miłosnych rozkoszy”. Z tego powodu strażniczki mają przez jakiś czas powód do śmiechu. W pewnym momencie Alberyk zwraca uwagę na błysk. Od strażniczek dowiaduje się o złocie i sposobie jego zdobycia. Nibelung bez problemu wyrzeka się miłości (przeklina ją), w ten sposób zostając właścicielem złota.

### Scena 2
Władca bogów, Wotan, rozkazał olbrzymom Fafnerowi i Fasoltowi wybudować siedzibę dla niego – Walhallę. Jako nagrodę obiecał im Freję, boginię radości i młodości. Jest to powodem swoistej sprzeczki z jego żoną, Fryką, która uważa, że Wotana miłość do władzy i bogactwa przesłoniła mu wszystkie inne wartości. Wotan próbuje temu zaprzeczyć mówiąc, iż dla miłości do niej stracił oko (w rzeczywistości „okupił” nim możliwość napicia się z rzeki mądrości). Ponieważ jednak nie dotrzymał obietnicy, olbrzymi porwali Freję i w zamian za nią zażądali złota Renu. Wotan, razem z bogiem ognia – Logiem, wyruszają więc po złoto do jaskini Nibelheim.

### Scena 3
Podwładni Alberyka wykuli ze złota Renu pierścień i hełm pozwalający na przybieranie dowolnej postaci. Wotan i Loge podstępnie nakłaniają Alberyka, aby zamienił się w smoka, a potem w ropuchę. Obezwładniają go wtedy i wymuszają oddanie złota. Alberyk rzuca przekleństwo na pierścień (Przekleństwem go zdobyłem...), a więc każdy, kto będzie nosił pierścień, musi umrzeć.

### Scena 4
Wotan wraca do królestwa ze złotem. Olbrzym Fasolt nie chce jednak okupu i żąda pierścienia. Wotan pierścień chce zatrzymać, jednak wtedy pojawia się matka bogów - Erda - która ostrzega Wotana mówiąc o zmierzchu bogów. Ten, przerażony jej opowieścią, rzuca pierścień olbrzymom. W walce o bogactwo Fafner zabija Fasolta (spełnia się więc przekleństwo Nibelunga), a sam zamienia się w smoka, który leniwie leżąc na złocie, pilnuje go. 
Wotan ma złe przeczucia w związku z próbą oszukania olbrzymów, udaje się więc po radę do Erdy. Ona mówi mu o Frei, którą bogowie odzyskali, i ich wiecznej młodości. Gdy bogowie przechodzą przez most z tęczy, kierując się w stronę Walhalli, córki Renu opłakują utratę złota. Maszerujący za bogami Loge wyraża słowa:
Do swego końca już się spieszą, co tak silnie w potęgę swą wierzą, prawie mi wstyd, że do nich należę

## Historia utworu
- Prapremiera: Monachium 22 września 1869
- Premiera polska: Lwów 1908